# یودبورو
یودبورو (به انگلیسی: Udburu) یک روستا در هند است که در کارناتاکا واقع شده‌است.

## خصوصیات
یودبورو ۸٬۰۸۰ نفر جمعیت دارد.